# Sportpaleis
El Sportpaleis Antwerp (Antwerp's Sport Palace, 'Palacio de Deportes de Amberes') es una Arena multiuso ubicada en Amberes, Bélgica.Se trata de un recinto multiusos que alberga conciertos, eventos deportivos, festivales y ferias. El estadio fue construido con fines deportivos, especialmente para el ciclismo en pista, aunque ahora ya no se utiliza tanto para ello, aunque se realizan los Diamonds Games.
Según la revista Billboard, el Sportpaleis es el segundo más visitado salón de eventos en el mundo, solo superado por el Madison Square Garden en la Ciudad de Nueva York, Estados Unidos. También es conocido por albergar shows de artistas locales como internacionales.
El edificio principal tiene 88 metros de ancho y 132 metros y tiene un techo que abarca 11.600 m². Bajo las gradas, hay una pista de ciclismo de madera de 250 metros de largo y 8 metros de ancho. La arena es elíptica y tiene dos plantas.

## Historia y eventos
Se comenzó a construir el 11 de enero de 1932. Duró 21 meses su construcción: el 11 de septiembre de 1933, el edificio fue terminado, el estadio más grande de Europa.
El 29 de septiembre de 1956, el campeón del mundo de ciclismo de ruta, Stan Ockers, murió pocos días después de una caída en su 116 vez en la pista.
El 19 de noviembre de 1988, Roy Orbison dio su última actuación en el Sportpaleis, interpretando "You Got It", en vivo, para la primera y única vez.
Se programó un concierto el 29 de noviembre de 2001 de Janet Jackson, en el marco de su gira All For You; pero fue cancelado por los ataques del 11 de septiembre en Nueva York.
La estrella de R&B, Beyoncé realizó dos presentaciones en el lugar. Una fue el 19 de mayo de 2007 por parte de su The Beyoncé Experience Live; y la otra fue el 7 de mayo de 2009 como parte de su I Am... Tour.
La leyenda del pop estadounidense Britney Spears actuó aquí en una parada, durante su gira más taquillera, The Circus Starring: Britney Spears, el 9 de julio de 2009. El 8 de octubre de 2011 volvió a tocar en el Sportpaleis en su gira más reciente: el Femme Fatale Tour .
Fleetwood Mac realizó un concierto en su Unleashed Tour, el 14 de octubre de 2009.
La cantante pop Lady GaGa se presentó los días 17 y 18 de marzo y 22 y 23 de noviembre de 2010 por su gira Monster Ball Tour. El 29 y 30 de septiembre de 2012 se presentará en el marco de su Born This Way Ball Tour.
Sting cantó en su gira Symphonicities el 13 de octubre de 2010, junto con la Royal Philharmonic Orchestra.
A partir de 2014 tiene lugar en el Sportpaleis en los meses de febrero o marzo la fiesta de Dubstep y Drum and Bass más grande de Europa, Rampage.
Los artistas más importantes que han actuado en el Sportpaleis son: Britney Spears,  Dimitri Vegas & Like Mike, Nicky Romero, W&W, Wolfpack, AC/DC, Anastacia, Pink Floyd, Shakira, Usher, Rihanna, Lady GaGa,  Kylie Minogue, Miley Cyrus, Ariana Grande, Kings of Leon, Coldplay, Pearl Jam, The Rolling Stones, Red Hot Chili Peppers, Beyoncé, Avril Lavigne, Tini Stoessel, Céline Dion, Spice Girls, The Black Eyed Peas y Mariah Carey, entre otros.
Milk Inc. ha realizado shows cada año desde 2006.
La revista Billboard dijo que el Sportpaleis fue el segundo más visitado salón de eventos en el mundo entre noviembre de 2007 y noviembre de 2008, con 1,239,436 visitantes. Solo el Madison Square Garden en Nueva York tenía más.
El estadio puede albergar 18.500 personas. Cuenta con 13.500 asientos en las gradas, 1.780 plazas y la capacidad para albergar a un público de pie de 5.000 personas.